# That’s How You Write a Song
That’s How You Write a Song – singiel białorusko-norweskiego piosenkarza i skrzypka Alexandra Rybaka, wydany cyfrowo 15 stycznia 2018 roku. Autorem utworu jest Rybak, zaś za produkcję odpowiada Knut Bjørnar Asphol.
Do piosenki został zrealizowany oficjalny teledysk, który miał swoją oficjalną premierę 15 stycznia 2018 roku w serwisie YouTube. Reżyserem klippu został Frederic Esnault, zaś producentem sam Rybak.
Kompozycja wygrała finał norweskich eliminacji eurowizyjnych Melodi Grand Prix 2018, dzięki czemu reprezentowała Norwegię w 63. Konkursie Piosenki Eurowizji w Lizbonie. 10 maja piosenka została zaprezentowana przez Rybaka w drugim półfinale konkursu i zakwalifikowała się do finału z pierwszego miejsca. W finale zajął 15. miejsce po zdobyciu 144 punktów w tym 84 punkty od telewidzów (11. miejsce) i 60 pkt od jurorów (16. miejsce).

## Lista utworów
Digital download
1. „That’s How You Write a Song” – 3:00